# Kongsberg og Eiker tingrett
Kongsberg og Eiker tingrett is een tingrett (kantongerecht) in de Noorse fylke Buskerud. Het gerecht is gevestigd in Kongsberg maar houdt ook zitting in Hokksund.  Het gerecht ontstond in 2016 door de samenvoeging van Kongsberg tingrett en Eiker, Modum og Sigdal tingrett.
Het gerechtsgebied omvat de gemeenten Kongsberg, Flesberg, Rollag, Nore og Uvdal, Øvre Eiker, Modum, Sigdal en Krødsherad. Het gerecht maakt deel uit van het ressort van Borgarting lagmannsrett. In zaken waarbij beroep is ingesteld tegen een uitspraak van Kongsberg og Eiker zal de zitting van het lagmannsrett meestal worden gehouden in Drammen.